# Rotter Forst-Nord
Rotter Forst-Nord är ett kommunfritt område i Landkreis Rosenheim i Regierungsbezirk Oberbayern i förbundslandet Bayern i Tyskland.